# Église Saint-Michel de Luxembourg

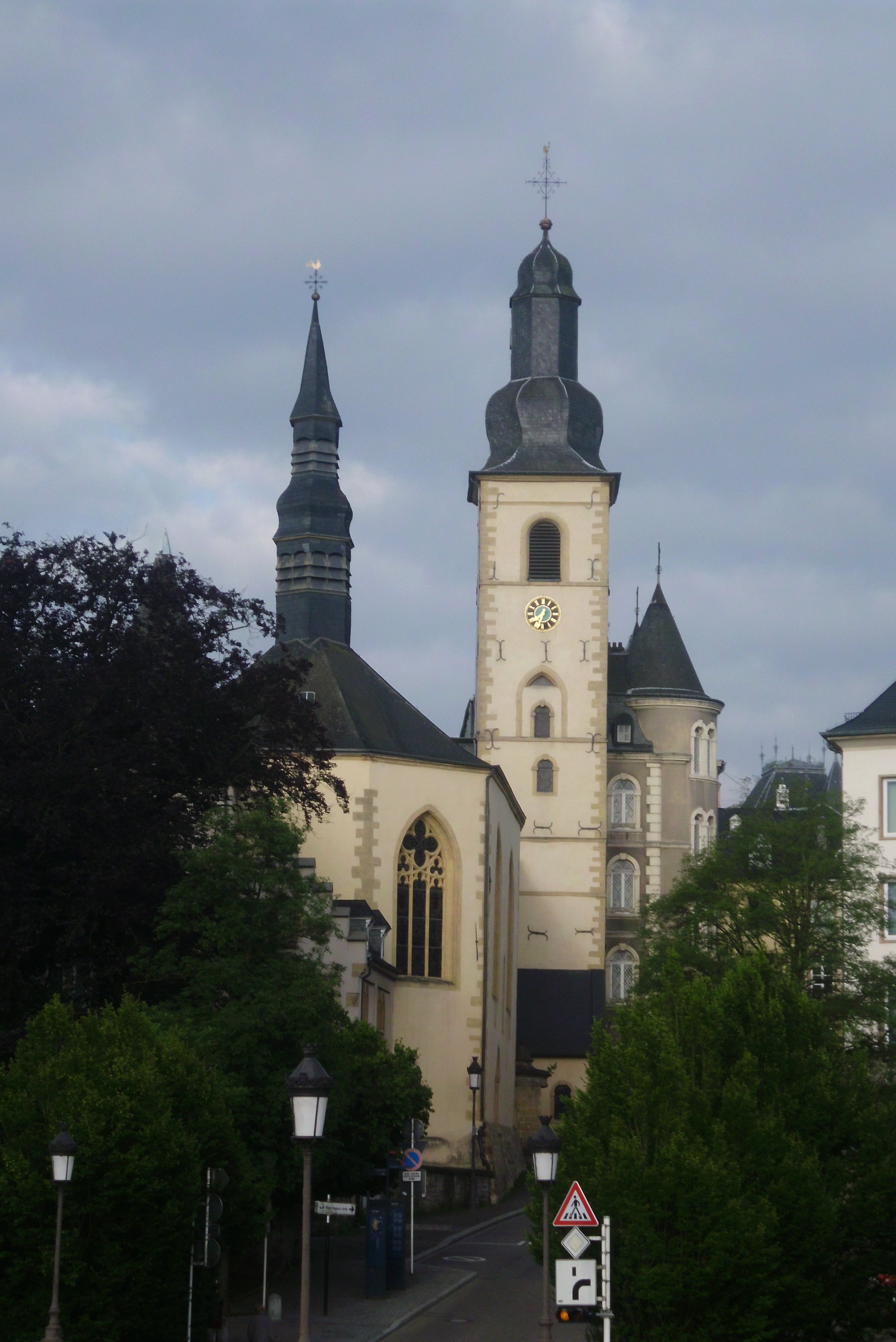
L'église Saint-Michel.

L'église Saint-Michel (luxembourgeois : Méchelskierch, allemand : Sankt Michaelskirche) est une église catholique romane de la ville de Luxembourg, au sud du Luxembourg. Elle est située au Marché-aux-Poissons, dans le centre du quartier de la Ville Haute. 

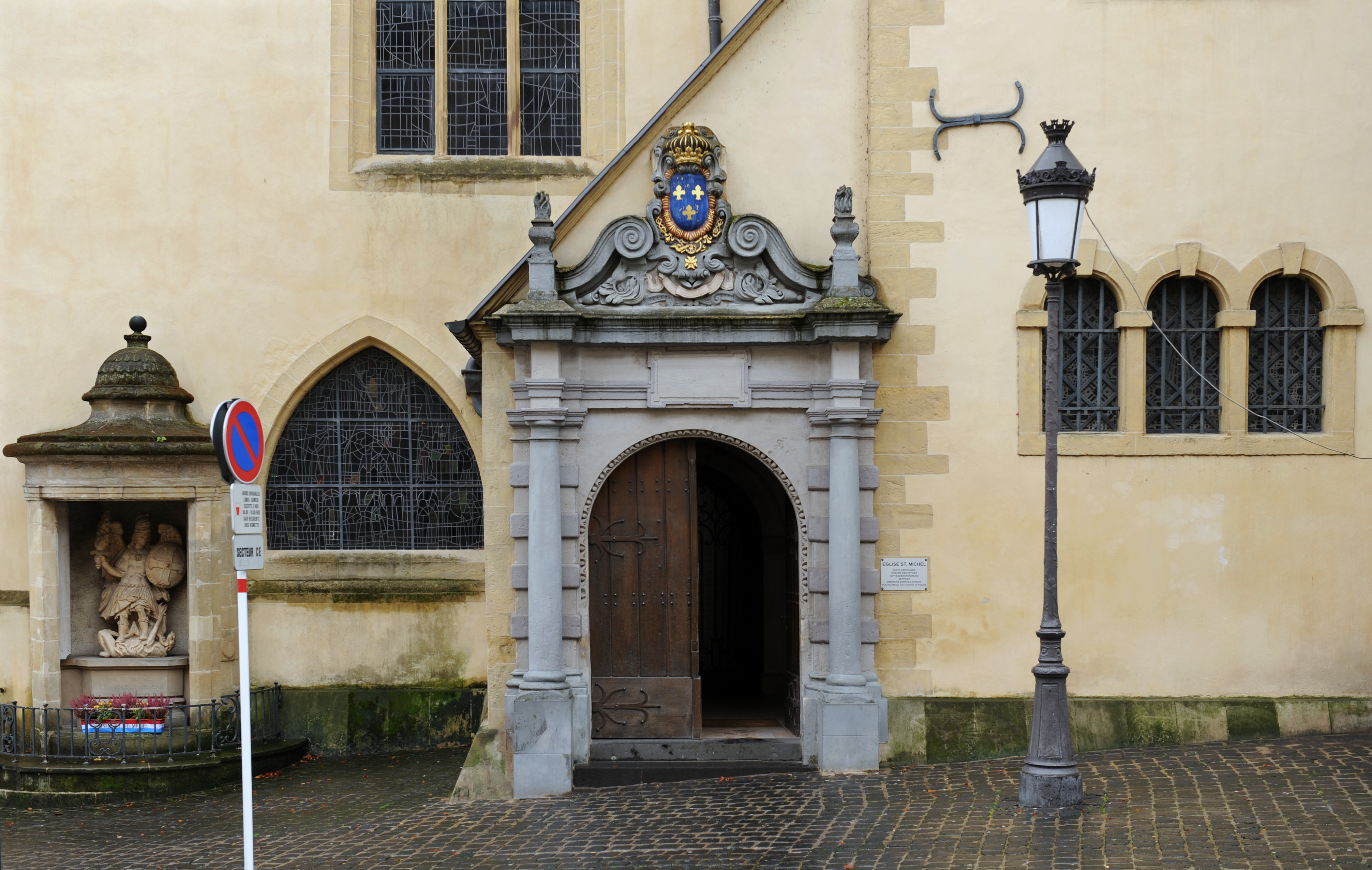
Portail de l'église Saint-Michel, avec le blason de Louis XIV, en commémoration du séjour du Roi-Soleil à Luxembourg en 1687.

L'église est le plus ancien site religieux existant à Luxembourg-ville.  La première église fut construite au même endroit en 987 comme chapelle castrale pour le Comté de Luxembourg. Cependant, au cours des siècles suivants, le bâtiment est détruit, reconstruit et rénové à plusieurs reprises. Son aspect actuel date de 1688 et unit les styles architecturaux roman et baroque.  Le bâtiment a été restauré depuis, en conservant sa forme d'origine, notamment dans les années 60, 80 et 2003 – 2004.  
L'église Saint-Michel est l'église capitulaire de la Conférence Saint-Yves.   